# Steven Weinberg

Steven Weinberg (2010)

Steven Weinberg (* 3. Mai 1933 in New York City; † 23. Juli 2021 in Austin, Texas) war ein US-amerikanischer Physiker.
Weinberg war in den 1960er Jahren einer der Begründer des Standardmodells der Teilchenphysik, speziell der Vereinigung der elektromagnetischen und der schwachen Wechselwirkung zur elektroschwachen Wechselwirkung. Er war auch bekannt für seine Beiträge zur Astroteilchenphysik und Kosmologie. Daneben war Weinberg Verfasser einer Reihe populärwissenschaftlicher Texte, darunter des Bestsellers Die ersten drei Minuten.
1979 wurde er mit dem Nobelpreis für Physik ausgezeichnet.

## Leben
Weinberg war 1950 Absolvent der Bronx High School of Science in New York und studierte an der Cornell University, wo er 1954 einen Bachelor-Abschluss machte, gefolgt von einem Jahr am Niels-Bohr-Institut in Kopenhagen bei Gunnar Källén. Er promovierte 1957 an der Princeton University bei Sam Treiman mit einer Arbeit über die Anwendung der Renormierungstheorie auf Effekte der starken Wechselwirkung in Prozessen der schwachen Wechselwirkung (Titel der Dissertation: The Role of Strong Interactions in Decay Processes). Danach ging er an die Columbia University, von 1959 bis 1966 an die University of California, Berkeley und von 1966 bis 1969 an das Massachusetts Institute of Technology (MIT) und an die Harvard University. 1969 wurde er Professor am MIT und 1973 als Nachfolger von Julian Schwinger an der Harvard University, wo er gleichzeitig Senior Scientist am Smithsonian Observatorium war. Ab 1982 war er Professor für Physik und Astronomie an der University of Texas at Austin.
Ab 1954 war er mit der Juraprofessorin Louise Weinberg verheiratet, mit der er eine Tochter hat. Weinberg starb im Juli 2021 im Alter von 88 Jahren.
Weinberg trat als überzeugter Atheist auf. Er bezeichnete die Erforschung und das Verständnis des Universums als "spiritual" und sagte, er habe sein Leben der Forschung gewidmet, da er hoffe, der Mensch sei eines Tages dazu in der Lage, "to get to the end to the chain of whys."

## Lehre
Steven Weinberg leistete herausragende Beiträge auf den Gebieten der Teilchenphysik, Quantenfeldtheorie und Kosmologie. Während der 1960er Jahre beschäftigte er sich zum Beispiel mit der Quantenfeldtheorie masseloser Teilchen, den Mechanismen der spontanen Symmetriebrechung (ein Thema, auf das er später immer wieder zurückkam), Stromalgebren, chiraler Symmetrie in der starken Wechselwirkung und dem Lichtfrontformalismus.
1967 verfasste Weinberg während eines Studienaufenthalts am MIT in einer zweieinhalb Seiten umfassenden „Mitteilung“ sein Modell „of unification of electromagnetism and nuclear weak forces“, in der er erstmals seine SU(2)-Theorie der Vereinigung der elektromagnetischen und schwachen Wechselwirkung darlegt, für die er 1979 mit dem Nobelpreis für Physik ausgezeichnet wurde. Hier ist der Weinberg-Winkel für die Mischung von Photon und Z-Boson nach ihm benannt. In den 1970er und 1980er Jahren beschäftigte er sich unter anderem mit der Weiterentwicklung dieser Theorien zu Großen Vereinheitlichten Theorien (GUT, Grand Unified Theories), Quantenchromodynamik und Eichtheorien. Unter anderem führte er unabhängig von Frank Wilczek das Axion ein.
Schon ab den 1960er Jahren, während der Abfassung seines Lehrbuchs der Gravitation, beschäftigte er sich mit astrophysikalischen Fragen. Er war einer der Pioniere des Grenzgebietes zwischen Teilchenphysik und Kosmologie. Populär wurde Weinberg durch seinen Bestseller Die ersten drei Minuten über die Entwicklung des Universums nach dem Urknall. Bekannt ist auch sein Übersichtsartikel über das Problem der kosmologischen Konstante.
Neben seiner wissenschaftlichen Arbeit hat er sich auch mit philosophischen Fragen wie der reduktionistischen Methode in den Naturwissenschaften oder dem Konflikt zwischen naturwissenschaftlicher Forschung und Religion beschäftigt. Weinberg trat auch offen als Atheist hervor und sah eine Gefahr in religiösem Denken. Weinberg war eine bekannte öffentliche Figur der Wissenschaft in den USA; er schrieb zum Beispiel für die New York Review of Books und sagte vor dem Kongress für das gescheiterte Projekt des Superconducting Super Collider (SSC) aus, das in seiner Wahlheimat Texas errichtet werden sollte. Weinberg war auch Mitglied des Committee for the Scientific Investigation of Claims of the Paranormal.

## Preise und Auszeichnungen
1977 wurden ihm der Dannie-Heineman-Preis und für sein Buch Die ersten drei Minuten der Science Writing Award des American Institute of Physics verliehen. 1979 erhielt Steven Weinberg zusammen mit Abdus Salam und Sheldon Glashow den Nobelpreis für Physik für seinen Beitrag zur Theorie der Vereinigung schwacher und elektromagnetischer Wechselwirkung zwischen Elementarteilchen, einschließlich unter anderem der Voraussage des Z-Bosons und des schwachen neutralen Stromes (siehe elektroschwache Wechselwirkung). 1999 wurde er – als erster – mit dem Emperor Has No Clothes Award der Freedom From Religion Foundation ausgezeichnet. 2004 erhielt er die Benjamin Franklin Medal der American Philosophical Society. Für 2020 wurde ihm der Special Breakthrough Prize in Fundamental Physics zuerkannt.
Er war Mitglied der American Academy of Arts and Sciences (seit 1968), der National Academy of Sciences (seit 1972) und der Royal Society Großbritanniens (seit 1981) sowie der American Philosophical Society (seit 1982). 2007 wurde er zum Ehrenmitglied der Royal Irish Academy gewählt. Weinberg wurde von insgesamt sechzehn Universitäten aus der ganzen Welt die Ehrendoktorwürde verliehen.
Der Asteroid (6036) Weinberg wurde nach ihm benannt.

## Zitate
- „Je begreiflicher uns das Universum wird, desto sinnloser erscheint es uns“ (Englisch: „The more the universe seems comprehensible, the more it also seems pointless“) – Die Ersten drei Minuten, Epilog[11]
- „Ich denke, dass ein enormer Schaden von der Religion angerichtet wurde – nicht nur im Namen der Religion, sondern tatsächlich von der Religion.“ (I think enormous harm is done by religion – not just in the name of religion, but actually by religion.) – The Atheism Tapes[12]
- „Dass Elementarteilchenphysik in unseren Augen fundamentaler als andere Zweige der Physik erscheint, liegt daran, dass sie tatsächlich fundamentaler ist.“ (Original engl.: The reason we give the impression that we think that elementary particle physics is more fundamental than other branches of physics is because it is. Vgl. S. Weinberg: Dreams of a final theory. Vintage, 1993, S. 43.)
- „Eine der größten Errungenschaften der Naturwissenschaft ist, wenn schon nicht es intelligenten Leuten unmöglich zu machen, religiös zu sein, dann ihnen zumindest zu ermöglichen, nicht religiös zu sein. Dahinter sollten wir nicht zurückfallen.“ (Original engl.: One of the great achievements of science has been, if not to make it impossible for intelligent people to be religious, then at least to make it possible for them not to be religious. We should not retreat from this accomplishment. Vortrag auf der Konferenz „Cosmic Questions“, American Association for the Advancement of Science, Washington, D.C., 15. April 1999)[13][14] Wiederabgedruckt in Paul Kurtz (Hrsg.): Science and Religion, Prometheus Books 2003, S. 40 als Steven Weinberg: „A Designer Universe“. Zuerst veröffentlicht in New York Review of Books, 21. Oktober 1999, wiederabgedruckt in The Skeptical Inquirer, Band 25, Nr. 5, September/Oktober 2001.
- „Mit oder ohne Religion würden gute Menschen Gutes tun und böse Menschen Böses. Aber damit gute Menschen Böses tun, bedarf es der Religion.“ (With or without religion good people can behave well and bad people can do evil. But for good people to do evil – that takes religion.) Weinberg in einer Rede auf der Konferenz „Cosmic Questions“ der American Association for the Advancement of Science (AAAS) im National Museum of Natural History in Washington, DC am 15. April 1999,[13][14] wiederabgedruckt in Paul Kurtz (Hrsg.): Science and Religion, Prometheus Books, S. 40.

## Schriften (Auswahl)

### Fachartikel
- Steven Weinberg: A Model of Leptons. In: Physical Review Letters. Band 19, Nr. 21, 20. November 1967, S. 1264–1266, doi:10.1103/PhysRevLett.19.1264 (englisch).
- H. Georgi, H. R. Quinn, S. Weinberg: Hierarchy of Interactions in Unified Gauge Theories. In: Physical Review Letters. Band 33, Nr. 7, 12. August 1974, S. 451–454, doi:10.1103/PhysRevLett.33.451 (englisch).
- Sheldon L. Glashow, Steven Weinberg: Natural conservation laws for neutral currents. In: Physical Review D. Band 15, Nr. 7, 1. April 1977, S. 1958–1965, doi:10.1103/PhysRevD.15.1958 (englisch).
- Steven Weinberg: Cosmological Production of Baryons. In: Physical Review Letters. Band 42, Nr. 13, 26. März 1979, S. 850–853, doi:10.1103/PhysRevLett.42.850 (englisch).
- Steven Weinberg: The Cosmological Constant Problem. In: Reviews of Modern Physics. Band 61, Nr. 1, 1. Januar 1989, S. 1–23, doi:10.1103/RevModPhys.61.1 (englisch).

### Fachbücher (Monografien)
- Steven Weinberg: Gravitation and cosmology: principles and applications of the general theory of relativity. Wiley, New York 1972, ISBN 978-0-471-92567-5 (archive.org).
- The Quantum Theory of Fields (3 Bände: I. Foundations 1995, II. Modern Applications 1996, III. Supersymmetry 2000). Cambridge University Press 1995, 1996, 2000, ISBN 0521670535, ISBN 0521670543, ISBN 0521660009.
- Steven Weinberg: Cosmology. Oxford University Press, Oxford ; New York 2008, ISBN 978-0-19-852682-7.
- Steven Weinberg: Lectures on Quantum Mechanics. 2. Auflage. Cambridge University Press, Cambridge, United Kingdom ; New York, NY 2015, ISBN 978-1-107-11166-0.
- Steven Weinberg: Lectures on Astrophysics. Cambridge University Press, 2019, ISBN 978-1-108-22744-5, doi:10.1017/9781108227445.
- Steven Weinberg: Foundations of Modern Physics. Cambridge University Press, 2021, ISBN 978-1-108-89484-5, doi:10.1017/9781108894845.

### Sachliteratur (Populärwissenschaftliche Texte)
- Unified theories of elementary particle interaction. Scientific American, Band 231, Heft 1, 1974, S. 50–59.
- Die ersten drei Minuten (The First Three Minutes: A Modern View of the Origin of the Universe, 1977, revidiert 1993). Piper, München 1977, ISBN 3-492-22478-4.
- Teile des Unteilbaren – Entdeckungen im Atom (The Discovery of Subatomic Particles, 1983). Spektrum Verlag, 1984.
- Elementary Particles and the laws of physics. Dirac memorial lectures. Cambridge University Press, 1986.
- Der Traum von der Einheit des Universums (Dreams of a Final Theory, Vintage Books, 1993). Bertelsmann, München 1993, ISBN 3-570-02128-9.
- Facing Up: Science and Its Cultural Adversaries. Harvard University Press, 2003, ISBN 0674011201.
- Glory and Terror: The Coming Nuclear Danger. New York Review of Books Inc., 2004.
- A short history of science. Phoenix, London 2005, ISBN 1842127152.
- Lake Views. This world and the universe. Harvard UP, 2010.
- To Explain the World: The Discovery of Modern Science. Allen Lane (Penguin Books Ltd), London 2015. ISBN 0241196620. Harper, New York 2015.

## Dokumentarfilm
In der Dokumentarserie The Atheism Tapes (2004) von Jonathan Miller kommt auch Weinberg vor. The Atheism Tapes enthält Interviews mit sechs bedeutenden Persönlichkeiten aus dem Bereich Philosophie und Naturwissenschaften. Weinberg äußert sich in einem etwa halbstündigen Interview zum Thema Religion und Atheismus.